# Sydney Patterson
Sydney Philip Patterson, detto anche Sid Patterson (Melbourne, 14 agosto 1927 – Melbourne, 29 novembre 1999), è stato un pistard e ciclista su strada australiano.
Professionista dal 1950 al 1968, è stato campione del mondo di velocità dilettanti nel 1949 e di inseguimento dilettanti nel 1950 e inseguimento professionisti nel 1952 e nel 1953.

## Carriera
Già giovanissimo, Patterson vinse tutti i titoli australiani tra i 1000 metri e le 10 miglia. Rappresentò l'Australia nel ciclismo alle Olimpiadi di Londra nel 1948.
Nel 1949 vinse i titoli australiani nelle discipline della velocità, cronometro, 1 miglio e 5 miglia. Successivamente, in quell'anno, vinse il campionato mondiale di velocità dilettanti a Copenaghen e nel 1950 il campionato mondiale di inseguimento dilettanti. Ai Giochi dell'Impero Britannico tenutisi nel 1950 ad Auckland vinse inoltre le medaglie d'argento nella velocità su 1000 m e nella prova a cronometro sulla stessa distanza.
Nel 1951 vinse la Manchester Wheelers' Club Muratti Cup battendo il campione britannico di velocità Alan Bannister di quasi una lunghezza, ma fu accusato di aver trattenuto Bannister nello sprint finale e squalificato con assegnazione della vittoria a Bannister. Nello stesso anno divenne corridore professionista: nel 1952 vinse il campionato mondiale d'inseguimento a Parigi, bissando l'iride nel 1953 a Zurigo. Cominciò quindi a dedicarsi alle sei giorni, vincendo la Sei giorni di Parigi nel 1955 insieme a Russell Mockridge e Roger Arnold. Al suo ritiro dall'attività agonistica, avvenuto nel 1967, aveva vinto 12 campionati australiani consecutivi.

### Morte e tributi
Patterson morì all'età di 72 anni per un tumore al fegato. Ogni anno si tiene in suo onore a Melbourne il Sid Patterson Grand Prix. Nel 2015 fu inaugurata la Cycling Australia Hall of Fame, nella quale fu inserito il suo nome.

## Palmarès

### Campionati del mondo
- Amsterdam 1948
  - Medaglia d'argento inseguimento dilettanti
- Copenaghen 1949
  - Campione del mondo di velocità dilettanti
- Rocourt 1950
  - Campione del mondo di inseguimento dilettanti
- Milano 1951
  - Medaglia di bronzo velocità professionisti
- Parigi 1952
  - Campione del mondo di inseguimento professionisti
- Zurigo 1953
  - Campione del mondo di inseguimento professionisti

### Sei giorni
- 1954 : Aarhus (vincitore con Alfred Strom)
- 1954 : Copenaghen (terzo classificato con Alfred Strom),
- 1955 : Parigi (vincitore con Reginald Arnold e Russell Mockridge)
- 1955 : Berlino (terzo classificato con Rik Van Steenbergen)
- 1958 : Sydney (vincitore con Peter Brotherton)
- 1959 : Melbourne (vincitore con Keith Reynolds)
- 1959 : Sydney (vincitore con Peter Panton)
- 1961 : Newcastle (vincitore con Bob Jobson e John Tressider)
- 1962 : Melbourne (vincitore con Ronald Grenda)
- 1962 : Townsville (vincitore con Barry Lowe)
- 1962 : Newcastle (vincitore con John Tressider)
- 1962 : Sydney (secondo classificato con Orazio Damico e Nino Solari)
- 1962 : Perth (terzo classificato con Ronald Grenda)
- 1962 : Adélaïde (secondo classificato con Dennis Patterson)
- 1962 : Launceston (secondo classificato con Barry Wadell)
- 1962 : Maryborough (secondo classificato con Rocki Maher)
- 1963 : Adélaïde (primo classificato con Nino Solari)
- 1963 : Melbourne (vincitore con Ronald Grenda)
- 1964 : Perth (vincitore con John Young)
- 1964 : Melbourne (terzo classificato con John Young)
- 1964 : Launceston (terzo classificato con Ronald Murray)
- 1965 : Melbourne (secondo classificato con Warwick Dalton)
- 1966 : Whyalla (primo classificato con Robert Ryan)
- 1966 : Launceston (secondo classificato con Ronald Grenda)
- 1967 : Adélaïde (primo classificato con Charly Walsh)
- 1967 : Melbourne (secondo classificato con Leandro Faggin)
- 1967 : Launceston (vincitore con Graeme Gilmore)
- 1967 : Maryborough (vincitore con Barry Waddell)
- 1967 : Madrid (terzo classificato con Ron Baensh)
- 1968 : Melbourne (terzo classificato con Palle Likke Jensen)
- 1968 : Launceston (terzo classificato con Graeme Gilmore)

### Altre competizioni
- Austral Wheel Race nel 1962 e nel 1964
- Grand Prix du Roi nel 1951

## Riconoscimenti
- Trofeo Sir Hubert Opperman nel 1962